# مولغراف إيت ديري (كيبك)
مولغراف إيت ديري (بالإنجليزية: Mulgrave-et-Derry, Quebec)‏ هي بلدية محلية في كيبيك تقع في كندا في Papineau Regional County Municipality. يقدر عدد سكانها بـ 246 نسمة ومساحتها 319.00 كم2 .